# Grotea djinnae
Grotea djinnae là một loài tò vò trong họ Ichneumonidae.